# 戴维·布朗 (1928年)
戴维·布朗（英語：David Brown，1928年5月16日—2004年8月14日），美国前男子赛艇运动员。他曾代表美国参加1948年夏季奥林匹克运动会赛艇比赛，获得男子八人单桨有舵手金牌。